# Яброцкий, Ярослав
Ярослав Яброцкий (словац. Jaroslav Jabrocký; род. 16 апреля 1980 года, Попрад, Чехословакия) — словацкий хоккеист, нападающий.

## Карьера
Воспитанник хоккейной школы ХК «Попрад». Выступал за ХК «Попрад», «Ларедо Бакс» (CHL), «Корпус Кристи Рейз» (CHL), «Остин Айс Бетс» (CHL), СК «Кадань», МСХК «Жилина», МХК «Мартин», ХК «Вестерос», «Пираты» (Хомутов), ХК «Банска-Бистрица», ХК «Скалица», «Сарыарка» (Караганда), ХК «Липтовски Микулаш», ХК «Ребельон» (Гельница). 
В Словацкой экстралиге провёл 628 матчей, набрал 339 очков (159 шайб + 180 передач), в чешской первой лиге — 69 игр, 28 очков (8+20), в шведской второй лиге — 18 игр, 9 очков (4+5), в Центральной хоккейной лиге — 124 игры, 56 очков (23+33), в Высшей хоккейной лиге — 16 игр, 5 очков (0+5), во второй словацкой лиге — 41 игра, 23 очка (5+18), в третей словацкой лиге — 4 игры, 3 очка (2+1). Всего за карьеру провёл 900 матчей, набрал 463 очка (201 шайба + 262 передачи).

## Достижения
- Чемпион Словакии 2006